# Campionati del mondo di ciclocross 2007 - Gara maschile Under-23
La dodicesima edizione della gara maschile Under-23 dei Campionati del mondo di ciclocross, si svolse il 27 gennaio 2007 con partenza ed arrivo da Hooglede in Belgio, su un circuito di 3,0 km da ripetere più volte. La vittoria fu appannaggio dell'olandese Lars Boom, il quale terminò la gara in 53'53", precedendo il belga Niels Albert e il francese Romain Villa.
Partenza con 57 ciclisti, dei quali 25 portarono a termine la competizione.

## Squadre partecipanti
| N. ciclisti | Cod. | Squadra         |
| ----------- | ---- | --------------- |
| 8           | GER  | Germania        |
| 5           | NLD  | Paesi Bassi     |
| 5           | BEL  | Belgio          |
| 5           | CZE  | Repubblica Ceca |
| 5           | FRA  | Francia         |
| 5           | ITA  | Italia          |
| 5           | SUI  | Svizzera        |
| 4           | ESP  | Spagna          |

| N. ciclisti | Cod. | Squadra       |
| ----------- | ---- | ------------- |
| 4           | USA  | Stati Uniti   |
| 3           | ZIM  | Zimbabwe      |
| 3           | LUX  | Lussemburgo   |
| 1           | GBR  | Gran Bretagna |
| 3           | POL  | Polonia       |
| 4           | JPN  | Giappone      |
| 4           | CAN  | Canada        |
| 1           | SVK  | Slovacchia    |

## Ordine d'arrivo (Top 10)
| Pos. | Corridore             | Squadra     | Tempo   |
| ---- | --------------------- | ----------- | ------- |
| 1    | Lars Boom             | Paesi Bassi | 53'53"  |
| 2    | Niels Albert          | Belgio      | a 1'22" |
| 3    | Romain Villa          | Francia     | a 1'44" |
| 4    | Zdenek Stybar         | Cechia      | a 2'29" |
| 5    | Philipp Walsleben     | Germania    | a 2'49" |
| 6    | Lukas Kloucek         | Cechia      | a 2'56" |
| 7    | Jonathan Lopez        | Francia     | a 3'04" |
| 8    | Rob Peeters           | Belgio      | a 3'10" |
| 9    | Rafael Visinelli      | Italia      | a 3'22" |
| 10   | Ricardo van der Velde | Paesi Bassi | a 3'25" |